# Юрчова, Петра
Петра Юрчова (словац. Petra Jurčová, родилась 22 июня 1987 года в Кошице) — словацкая хоккеистка, нападающая ХК «Шаришанка» и сборной Словакии. Старшая сестра Томаша Юрчо, хоккеиста команды НХЛ «Чикаго Блэкхокс».

## Карьера в сборной
Юрчова участвовала в зимних Олимпийских играх 2010 года, сыграв все пять матчей и отдав голевую передачу. Участвовала в квалификациях к Олимпийским играм 2010 и 2014 годов. Выступала на шести чемпионатах мира, дебютировав во втором дивизионе в 2005 году и сыграв в высшем дивизионе в 2011 и 2012 годах. В 2011 году стала бронзовым призёром Универсиады в Эрзуруме, забросив в 7 матчах 4 шайбы и отдав 4 голевых передачи.

## Статистика в сборной
| Год  | Сборная  | Турнир                           | Игры | Голы | Передачи | Очки | Минуты штрафа |
| ---- | -------- | -------------------------------- | ---- | ---- | -------- | ---- | ------------- |
| 2005 | Словакия | Чемпионат мира (II дивизион)     | 4    | 2    | 2        | 4    | 2             |
| 2007 | Словакия | Чемпионат мира (II дивизион)     | 5    | 5    | 2        | 7    | 2             |
| 2008 | Словакия | Чемпионат мира (I дивизион)      | 5    | 0    | 0        | 0    | 0             |
| 2008 | Словакия | Олимпиада (квалификация)         | 3    | 0    | 0        | 0    | 0             |
| 2009 | Словакия | Чемпионат мира (I дивизион)      | 5    | 7    | 1        | 8    | 8             |
| 2010 | Словакия | Олимпиада                        | 5    | 0    | 1        | 1    | 0             |
| 2011 | Словакия | Чемпионат мира (высший дивизион) | 5    | 0    | 0        | 0    | 0             |
| 2012 | Словакия | Чемпионат мира (высший дивизион) | 5    | 0    | 0        | 0    | 4             |
| 2013 | Словакия | Олимпиада (квалификация)         | 2    | 0    | 0        | 0    | 0             |